# Vřískot (film, 2022)
Vřískot (v anglickém originále Scream) je americký filmový slasher od režisérů Matta Bettinelliho-Olpina a Tylera Gilletta z roku 2022. Scénář napsali Guy Busick a James Vanderbilt, který je zároveň také jedním z producentů, společně s Paulem Neinsteinem a Williamem Sherakem. Děj vypráví o mladé ženě, která se vrací do svého rodného města, aby se zde pokusila zjistit, kdo stojí za řadou brutálních zločinů. Jedná se o pátý film ze série Vřískot a zároveň o první, který nerežíroval Wes Craven, jenž zemřel v roce 2015. Do svých rolí z předchozích snímků se vrátili Neve Campbellová, Courteney Coxová, David Arquette a Marley Sheltonová.
Natáčení filmu probíhalo od 23. září do 17. listopadu 2020 ve Wilmingtonu v Severní Karolíně. Americká premiéra proběhla 14. ledna 2022.

## Obsazení
| Neve Campbellová      | Sidney Prescottová       |
| Courteney Coxová      | Gale Weathersová         |
| David Arquette        | Dewey Riley              |
| Marley Sheltonová     | zástupkyně Judy Hicksová |
| Reggie Conquest       | zástupce Farney          |
| Jack Quaid            | Richie Kirsch            |
| Jenna Ortega          | Tara Carpenter           |
| Kyle Gallner          | Vince Schneider          |
| Dylan Minnette        | Wes Hicks                |
| Mikey Madisonová      | Amber Freeman            |
| Jasmin Savoy Brownová | Mindy Meeks              |
| Mason Gooding         | Chad Meeks               |
| Melissa Barrerová     | Sam Carpenter            |
| Sonia Ammarová        | Liv McKenzie             |